# Raffaello Giovagnoli
Rafael Giovagnoli (Roma, 13 de mayo de 1838 - Roma, 15 de julio de 1915) fue un docente, periodista, escritor y político italiano.

## Biografía
Hijo de Francesco y Clotilde Staderini; su padre, magistrado y político, defensor de la República Romana de 1849 y de la separación de la Iglesia y del Estado, lo influyó fuertemente.
Entre los seis y los diez años de edad, Raffaello se leyó a todos los historiadores clásicos. Entre 1850 y 1859 estudió Literatura y Filosofía en Monterotondo. A partir de 1858 trabajó como periodista para Spettatore y Giornale delle strade ferrate. Al año siguiente, ingresó a la Universidad de Roma.
Cursó en la Escuela Militar de Módena entre ese último año y el siguiente, desempeñándose como profesor desde 1862, durante cinco años. Participó en la Tercera Guerra de la Independencia Italiana; poco después renunció al ejército real para poder seguir a Giuseppe Garibaldi en la campaña en el agro romano.
Se desempeñó de corrector en el Secolo (1866) y colaboró también con la Gazzetta di Firenze (1868-1878). En 1868 publicó su primera novela, Evelina, que tuvo éxito, al igual que sus comedias Un caro giovine (1866), La vedova di Putifarre (1867) y Audacia e timidezza (1870).
Como director de La Capitale y candidato político, militó en el ala más dura de la izquierda, luchando contra el poder clerical en la política y en favor de la educación pública y laica. Se declaró neutral en la Guerra Franco-Prusiana, mas reputaba a Napoleón III como «el más grande los delincuentes modernos».
Pronto abandonó a La Capitale por diferencias con el propietario y fue director de Il Diavolo color di rosa, con una orientación más cercana a la Internacional. En 1872 creó un período para luchar por el sufragio universal. En los años siguientes colaboró en períodos satíricos que hacían mofa de la derecha y del clero.
Giovagnoli resultó elegido varias veces concejal en la ciudad y diputado en varias legislaturas. En su labor parlamentaria, defendió a Tívoli, propuso la enfiteusis, promovió ayudas a los damnificados del terremoto de 1892, intervino en asuntos educativos, etc. A medida que envejecía, su posicionamiento político fue derivando al conservadurismo, exaltando la política colonial y el cristianismo.
Desde 1874 ocupó diversas cátedras en la educación superior, obteniendo en 1903 una en la Universidad de Roma.
Literariamente opuesto al verismo, Rafael Giovagnoli adhería a un modelo estético idealista, inspirado por Mazzini y Schiller. Su obra más conocida es la novela histórica Espartaco, que fue traducida muy pronto al francés, alemán, castellano, hebreo, yidis y ruso, siendo reeditada en este último idioma muchas veces, dada la popularidad del libro en la Unión Soviética (que le dio nombre al FC Spartak de Moscú). Garibaldi le dijo al autor sobre esta obra: «Con frecuencia me he sentido electrizado con las portentosas victorias del Rudiario [Espartaco]; muchas veces una lágrima me ha bañado las mejillas, y al fin me he encontrado disgustado por la brevedad de vuestra narración».